# Big Sandy, Texas
Big Sandy är en kommun (town) i Upshur County i Texas. Vid 2020 års folkräkning hade Big Sandy 1 231 invånare.